# Marcin Konstanty Olszowski
Marcin Konstanty Olszowski herbu Prus II – marszałek Trybunału Głównego Koronnego w 1676 roku,  łowczy sieradzki w latach 1669–1676, starosta wieluński w latach 1677–1687.
Poseł sejmiku wieluńskiego na sejm 1678/1679 roku, poseł na sejm 1683 roku.
W 1674 roku był elektorem Jana III Sobieskiego z województwa sieradzkiego, podpisał jego pacta conventa.